# NGC 269

NGC 269

NGC 269 في الفهرس العام الجديد، هي عنقود نجمي، تقع في كوكبة الطوقان. اكتشفت في 5 نوفمبر 1836 بواسطة جون هيرشل.

## روابط خارجية
- NGC 269 على موقع ويكي سكاي: DSS2, SDSS, GALEX, IRAS, Hydrogen α, X-Ray, Astrophoto, Sky Map, Articles and images